# Khítrovo (Oriol)
|  | Per a altres significats, vegeu «Khítrovo». |

Khítrovo (en rus: Хитрово) és un poble de l'óblast d'Oriol, a Rússia, segons el cens del 2010 tenia 14 habitants. Pertany al districte municipal de Verkhóvie.